# HD 120457
HD 120457，又名CD-39 8501，SAO 204888、HR 5198，是一颗恒星，视星等为6.44，位于銀經315.03，銀緯21.58，其B1900.0坐标为赤經13h 44m 21.9s，赤緯-39° 21.58′ 13″。